# عزیزم، من حسودم
«عزیزم، من حسودم» (به انگلیسی: Baby, I'm Jealous) ترانه‌ای از خواننده آمریکایی بی‌بی رکسا است که در آن خواننده رپ آمریکایی دوجا کت حضور دارد. این آلبوم در ۹ اکتبر ۲۰۲۰ به عنوان تک آهنگ اصلی آلبوم آینده رکسا منتشر شد.

## زمینه
در ۲۳ سپتامبر سال ۲۰۲۰، ترانه در شزم ثبت شد و گفته شد که این همکاری با دوجا کت است. در ۴ اکتبر، اپل میوزیک فاش کرد که این ترانه ۹ اکتبر منتشر خواهد شد، سپس رکسا در شبکه‌های اجتماعی ارسال کرد که یک «اعلامیه ویژه» می‌دهد. روز بعد، او انتشار را با جلد و پیوند برای ذخیره قبل از انتشار تک‌آهنگ اعلام کرد.

## تاریخچه انتشار
| منطقه        | تاریخ         | قالب(ها)                 | برچسب‌ها) | منا.  |
| ------------ | ------------- | ------------------------ | -------- | ----- |
| مختلف        | ۹ اکتبر ۲۰۲۰  | دانلود دیجیتال استریمینگ | وارنر    | [ ۵ ] |
| ایالات متحده | ۲۰ اکتبر ۲۰۲۰ | رادیو محبوب معاصر        | وارنر    | [ ۶ ] |